# U-19-Fußball-Europameisterschaft der Frauen 2005
Die achte U-19-Fußball-Europameisterschaft der Frauen wurde in der Zeit vom 20. bis 31. Juli 2005 in Ungarn ausgetragen. Russland gewann das Turnier durch einen 6:5-Sieg nach Elfmeterschießen über Frankreich und wurde somit zum ersten Mal Europameister. Für Frankreich war es die dritte Final-Teilnahme in Folge. Während sich Österreich nicht qualifizieren konnte, erreichte Deutschland das Halbfinale und die Schweiz den fünften Platz. Spielberechtigt waren Spielerinnen, die am 1. Januar 1986 oder später geboren wurden.

## Modus
Alle neben Gastgeber Ungarn gemeldeten 40 Mannschaften wurden zur ersten Qualifikationsrunde in zehn Gruppen zu je vier Mannschaften aufgeteilt. Die Gruppensieger und -zweiten sowie die acht besten Gruppendritten jeder Gruppe erreichten die zweite Qualifikationsrunde, die in sieben Gruppen zu je vier Mannschaften ausgetragen wurden. Hier scheiterte Titelverteidiger Spanien an Frankreich. Die sieben Gruppensieger dieser Runde erreichten neben dem als Ausrichter bereits qualifizieren Ungarn die Endrunde, die zunächst in einer Gruppenphase mit zwei Gruppen mit je 4 Mannschaften ausgetragen wurde. Die Gruppensieger und zweiten erreichten das Halbfinale, in welchem im K.-o.-Modus die Finalteilnehmer ermittelt wurden. Die Halbfinal-Teilnehmer qualifizierten sich auch für die U-20-Fußball-Weltmeisterschaft der Frauen 2006. Da Russland als Ausrichter dieses Turniers jedoch bereits qualifiziert war, mussten die beiden Gruppendritten in einem Entscheidungsspiel den fünften Europäischen Teilnehmer ermitteln.

## Vorrunde

### Gruppe A
| Pl. | Land        | Sp. | S | U | N | Tore    | Diff. | Punkte |
| --- | ----------- | --- | - | - | - | ------- | ----- | ------ |
| 1.  | Deutschland | 3   | 3 | 0 | 0 | 010:300 | +7    | 09     |
| 2.  | Finnland    | 3   | 2 | 0 | 1 | 007:500 | +2    | 06     |
| 3.  | Schweiz     | 3   | 1 | 0 | 2 | 008:100 | −2    | 03     |
| 4.  | Ungarn      | 3   | 0 | 0 | 3 | 001:800 | −7    | 0      |

|                               |   |             |     |
| 20. Juli 2005 in Pápa         |   |             |     |
| Finnland                      | – | Schweiz     | 4:2 |
| 20. Juli 2005 in Bük          |   |             |     |
| Ungarn                        | – | Deutschland | 0:2 |
| 22. Juli 2005 in Pápa         |   |             |     |
| Ungarn                        | – | Finnland    | 0:2 |
| 22. Juli 2005 in Bük          |   |             |     |
| Deutschland                   | – | Schweiz     | 5:2 |
| 25. Juli 2005 in Bük          |   |             |     |
| Deutschland                   | – | Finnland    | 3:1 |
| 25. Juli 2005 in Zalaegerszeg |   |             |     |
| Ungarn                        | – | Schweiz     | 1:4 |

### Gruppe B
| Pl. | Land       | Sp. | S | U | N | Tore    | Diff. | Punkte |
| --- | ---------- | --- | - | - | - | ------- | ----- | ------ |
| 1.  | Frankreich | 3   | 2 | 1 | 0 | 008:200 | +6    | 07     |
| 2.  | Russland   | 3   | 2 | 0 | 1 | 007:500 | +2    | 06     |
| 3.  | England    | 3   | 1 | 1 | 1 | 005:400 | +1    | 04     |
| 4.  | Schottland | 3   | 0 | 0 | 3 | 002:110 | −9    | 0      |

|                               |   |            |     |
| 20. Juli 2005 in Andráshida   |   |            |     |
| Frankreich                    | – | Russland   | 4:0 |
| 20. Juli 2005 in Zalaegerszeg |   |            |     |
| England                       | – | Schottland | 3:1 |
| 22. Juli 2005 in Andráshida   |   |            |     |
| Frankreich                    | – | Schottland | 3:1 |
| 22. Juli 2005 in Zalaegerszeg |   |            |     |
| Russland                      | – | England    | 2:1 |
| 25. Juli 2005 in Pápa         |   |            |     |
| Russland                      | – | Schottland | 5:0 |
| 25. Juli 2005 in Andráshida   |   |            |     |
| England                       | – | Frankreich | 1:1 |

## Finalrunde

### Spiel um Platz 5
|                      |   |         |     |
| 27. Juli 2005 in Bük |   |         |     |
| Schweiz              | – | England | 2:1 |

### Halbfinale
|                               |   |          |     |
| 28. Juli 2005 in Zalaegerszeg |   |          |     |
| Deutschland                   | – | Russland | 1:3 |
| 28. Juli 2005 in Zalaegerszeg |   |          |     |
| Frankreich                    | – | Finnland | 1:0 |

### Finale
| Frankreich                                | Frankreich | Russland | Russland |
| ----------------------------------------- | --- | --- | -------- |
| Frankreich                                | \| 31. Juli 2005 in Zalaegerszeg \| \| Ergebnis: 2:2 n. V. (2:2, 0:0), 5:6 i. E. \| \| Schiedsrichter: Lena Arwedahl ( Schweden) \|                                                                                       | \| 31. Juli 2005 in Zalaegerszeg \| \| Ergebnis: 2:2 n. V. (2:2, 0:0), 5:6 i. E. \| \| Schiedsrichter: Lena Arwedahl ( Schweden) \|                                                                                | Russland |
| Frankreich                                | Véronique Pons, Sabrina Delannoy, Laure Boulleau, Morgane Courteille, Coralie Ducher, Caroline Pizzala, Jessica Houara, Mériame Ben Abdel Wahab, Élodie Thomis, Louisa Nécib, Aurélie Mula Cheftrainerin: Stéphane Pilard | Elwira Todua, Elena Sedova, Anna Kožnikova, Alexandra Gomozova, Maria Filisova, Wiktorija Afanassowa, Jelena Terechowa, Oxana Titova, Jelena Danilowa, Olga Petrova, Jelena Morosowa Cheftrainer: Valentin Grishin | Russland |
| Frankreich                                | 1:1 Elodie Thomis (66.) 2:2 Morgane Courteille (84.) | 0:1 Jelena Terechowa (46.) 1:2 Jelena Danilowa (77.) | Russland |
| Frankreich                                | Elfmeterschießen | | Russland |
| Frankreich                                | 1:1 Peruzzetto 2:1 Louisa Necib 3:2 Dahou 4:3 Aurélie Mula Bouhaddi (verschossen) 5:5 Coralie Ducher Laure Boulleau (verschossen)                                                                                         | 0:1 Jelena Morosowa Oxana Titova (verschossen) 2:2 Wiktorija Afanassowa 3:3 Olga Petrova 4:4 Jelena Danilowa 4:5 Elwira Todua 5:6 Xenija Zybutowitsch                                                              | Russland |
| 31. Juli 2005 in Zalaegerszeg             | | |          |
| Ergebnis: 2:2 n. V. (2:2, 0:0), 5:6 i. E. | | |          |
| Schiedsrichter: Lena Arwedahl ( Schweden) | | |          |

## Beste Torschützinnen
| Rang | Spielerin              | Tore |
| ---- | ---------------------- | ---- |
| 1    | Jelena Danilowa        | 9    |
| 2    | Vanessa Bürki          | 5    |
| 3    | Eniola Aluko           | 4    |
| 3    | Célia Okoyino da Mbabi | 4    |
| 3    | Linda Sällström        | 4    |
| 6    | Élodie Thomis          | 3    |

## Die deutsche Mannschaft
Für das Turnier nominierte Bundestrainerin Maren Meinert folgenden Kader:
Kathrin Längert, Tessa Rinkes – Janina Haye, Jasmin Jannermann, Monique Kerschowski, Annika Niemeier, Babett Peter, Carolin Veeh – Lena Goeßling, Katharina Grießemer, Patricia Hanebeck, Juliane Höfler, Célia Okoyino da Mbabi – Fatmire Bajramaj, Nicole Banecki, Anna Blässe, Isabel Kerschowski, Simone Laudehr